# Sommer-Paralympics 2008/Radsport
Bei den Sommer-Paralympics 2008 in Peking finden insgesamt 44 Entscheidungen im Radsport statt; 30 bei den Herren, zwölf bei den Damen und zwei im Mixed. Davon fallen 21 Entscheidungen im Bahnradsport und 23 im Straßenradsport. Die Rennen finden im Laoshan-Velodrom und auf der Changping Triathlon Venue zwischen dem 7. September und dem 14. September statt.

## Klassen
Beim Radfahren wird in folgende Behinderungsklassen unterschieden:
- B1 – B3: Sehbehinderung
- LC1 – LC4: Motorische Probleme
- CP1 – CP4: Infantile Zerebralparese
- HCA – HCC: Handbike

## Qualifikationen
Für die Paralympics 2008 haben sich 188 Athleten, davon 140 männliche und 48 weibliche, qualifiziert. 177 Sportler qualifizierten sich direkt, elf weitere bekamen eine Wildcard. Diese werden in der Tabelle nicht berücksichtigt.
| NOK                    | Männer | Frauen | Gesamt |
| ---------------------- | ------ | ------ | ------ |
| Deutschland            | 11     | 4      | 15     |
| Spanien                | 10     | 2      | 12     |
| Österreich             | 9      | 2      | 11     |
| Tschechien             | 8      | 1      | 9      |
| Frankreich             | 8      | 1      | 9      |
| Australien             | 7      | 4      | 11     |
| Kanada                 | 7      | 2      | 9      |
| Vereinigtes Königreich | 6      | 3      | 9      |
| Italien                | 6      | 2      | 8      |
| Vereinigte Staaten     | 6      | 4      | 10     |
| Japan                  | 4      |        | 4      |
| Südafrika              | 4      | 2      | 6      |
| Belgien                | 3      |        | 3      |
| Schweiz                | 3      | 2      | 5      |
| Volksrepublik China    | 3      | 4      | 7      |
| Kolumbien              | 3      |        | 3      |
| Slowakei               | 3      |        | 3      |
| Irland                 | 3      | 1      | 4      |
| Argentinien            | 2      |        | 2      |
| Niederlande            | 2      | 1      | 3      |
| Venezuela              | 2      |        | 2      |
| Brasilien              | 2      |        | 2      |
| Polen                  | 2      | 1      | 3      |
| Rumänien               | 2      |        | 2      |
| Südkorea               | 2      |        | 2      |
| Norwegen               | 2      | 1      | 3      |
| Griechenland           | 2      |        | 2      |
| Schweden               | 2      |        | 2      |
| Slowenien              | 1      |        | 1      |
| Schweden               | 1      |        | 1      |
| Libanon                | 1      |        | 1      |
| Neuseeland             | 1      | 3      | 4      |
| Belarus                | 1      | 1      | 2      |
| Israel                 | 1      |        | 1      |
| Dänemark               | 1      | 2      | 3      |
| Iran                   | 1      |        | 1      |
| Kroatien               | 1      |        | 1      |
| Portugal               | 1      |        | 1      |
| Finnland               | 1      |        | 1      |
| Burkina Faso           | 1      |        | 1      |
| Gesamt                 | 134    | 43     | 177    |

## Ergebnisse

### Männer

#### Bahn

##### 1-km-Zeitfahren (B&VI)
Datum: 8. September 2008, 14:00 Uhr
| Platz | Land | Sportler                                         | Zeit              |
| ----- | ---- | ------------------------------------------------ | ----------------- |
| 1     | GBR  | Anthony Kappes (B/VI) Barney Storey (PLT)        | 1:02,864 min (WR) |
| 2     | AUS  | Ben Demery (B/VI) Shaun Hopkins (PLT)            | 1:03,718 min      |
| 3     | AUS  | Kieran Modra (B/VI) Tyson Lawrence (PLT)         | 1:04,053 min      |
| 4     | RSA  | Gavin Kilpatrick (B/VI) Michael Thomson (PLT)    | 1:04,130 min      |
| 5     | JPN  | Tatsuyuki Oshiro (B/VI) Hitoshi Takahashi (PLT)  | 1:04,593 min      |
| 6     | AUS  | Bryce Lindores (B/VI) Steven George (PLT)        | 1:04,792 min      |
| 7     | CAN  | Daniel Chalifour (B/VI) Alexandre Cloutier (PLT) | 1:06,371 min      |
| 8     | CAN  | Brian Cowie (B/VI) Devon Smibert (PLT)           | 1:07,721 min      |

##### 1-km-Zeitfahren (CP 3)
Datum: 9. September 2008, 11:25 Uhr
| Platz | Land | Sportler                | Zeit              |
| ----- | ---- | ----------------------- | ----------------- |
| 1     | GBR  | Darren Kenny            | 1:08,668 min (WR) |
| 2     | GBR  | Rik Waddon              | 1:11,161 min      |
| 3     | CZE  | Tomas Kvasnicka         | 1:17,670 min      |
| 4     | ESP  | Javier Otxoa            | 1:18,523 min      |
| 5     | ARG  | Rodrigo López           | 1:20,572 min      |
| 6     | CAN  | Jean Quevillon          | 1:21.348 min      |
| 7     | CAN  | Brayden McDougall       | 1:22,780 min      |
| 8     | ESP  | Maurice Far Eckhard Tió | 1:27,449 min      |

##### 1-km-Zeitfahren (CP 4)
Datum: 9. September 2008, 12:00 Uhr
| Platz | Land | Sportler          | Zeit              |
| ----- | ---- | ----------------- | ----------------- |
| 1     | JPN  | Masashi Ishii     | 1:08,771 min (WR) |
| 2     | CZE  | Jiri Bouska       | 1:11,189 min      |
| 3     | AUS  | Christopher Scott | 1:12,229 min      |
| 4     | ESP  | Cesar Neira       | 1:15,390 min      |
| 5     | RSA  | Janos Plekker     | 1:15.547 min      |
| 6     | CZE  | Lubos Jirka       | 1:16,013 min      |
| 7     | IRL  | Enda Smyth        | 1:16,074 min      |
| 8     | USA  | Michael Farrell   | 1:17,594 min      |

##### 1-km-Zeitfahren (LC 1)
Datum: 9. September 2008, 14:00 Uhr
| Platz | Land | Sportler               | Zeit              |
| ----- | ---- | ---------------------- | ----------------- |
| 1     | GBR  | Mark Bristow           | 1:08,873 min (WR) |
| 2     | CHN  | Kuidong Zhang          | 1:10,475 min      |
| 3     | GER  | Wolfgang Sacher        | 1:10,812 min      |
| 4     | AUS  | Michael Gallagher      | 1:11,008 min      |
| 5     | AUT  | Wolfgang Eibeck        | 1:11,238 min      |
| 6     | GER  | Mario Hammer           | 1:11,335 min      |
| 7     | IRL  | Cathal Gustavus Miller | 1:11,824 min      |
| 8     | AUT  | Manfred Gattringer     | 1:12,173 min      |

##### 1-km-Zeitfahren (LC 2)
Datum: 9. September 2008, 15:05 Uhr
| Platz | Land | Sportler           | Zeit              |
| ----- | ---- | ------------------ | ----------------- |
| 1     | GBR  | Jody Cundy         | 1:05,466 min (WR) |
| 2     | CZE  | Jiří Ježek         | 1:11,182 min      |
| 3     | CHN  | Yuanchao Zheng     | 1:11,198 min      |
| 4     | ROU  | Carol Eduard Novak | 1:12.739 min      |
| 5     | ESP  | Amador Granado     | 1:12,760 min      |
| 6     | CAN  | Eric Bourgault     | 1:14,387 min      |
| 7     | BEL  | Jan Boyen          | 1:14,881 min      |
| 8     | ESP  | Roberto Alcaide    | 1:16.062 min      |

##### 1-km-Zeitfahren (LC 3-4)
Datum: 7. September 2008, 13:30 Uhr
Die gefahrene Zeit wurde mit einem Faktor, der sich aus dem Behinderungsgrad errechnet, multipliziert. Die Plätze wurden nach der Endzeit vergeben. So war es möglich, dass sowohl der Gold- als auch der Bronzemedaillengewinner in ihrer Behinderungsklasse einen neuen Weltrekord aufstellten.
| Platz | Land | Sportler                | Zeit              | Faktor   | Endzeit      |
| ----- | ---- | ----------------------- | ----------------- | -------- | ------------ |
| 1     | GBR  | Simon Richardson (LC3)  | 1:14,936 min (WR) | 100 %    | 1:14,936 min |
| 2     | JPN  | Masaki Fujita (LC3)     | 1:17,314 min      | 100 %    | 1:17,314 min |
| 3     | AUS  | Greg Ball (LC4)         | 1:21,157 min (WR) | 95,718 % | 1:17,681 min |
| 4     | ITA  | Paolo Vigano (LC4)      | 1:21,172 min      | 95,718 % | 1:17,696 min |
| 5     | GER  | Tobias Graf (LC3)       | 1:18,515 min      | 100 %    | 1:18,515 min |
| 6     | CHN  | Zhang Lu (LC3)          | 1:18,603 min      | 100 %    | 1:18,603 min |
| 7     | GER  | Michael Teuber (LC4)    | 1:22,473 min      | 95,718 % | 1:18,941 min |
| 8     | FRA  | Laurent Thirionet (LC3) | 1:20,561 min      | 100 %    | 1:20,561 min |

##### 4000-m-Zweier-Verfolgung (B&VI)
Datum: 7. September 2008, 16:50 Uhr
| Platz | Land | Sportler                                              | Zeit              |
| ----- | ---- | ----------------------------------------------------- | ----------------- |
| 1     | AUS  | Kieran Modra (B/VI) Tyson Lawrence (PLT)              | 4:18,166 min (WR) |
| 2     | ESP  | Christian Venge (B/VI) David Llaurado (PLT)           | überrundet        |
| 3     | AUS  | Bryce Lindores (B/VI) Steven George (PLT)             | 4:26,626 min      |
| 4     | CAN  | Daniel Chalifour (B/VI) Alexandre Cloutier (PLT)      | 4:28,171 min      |
| 5     | CAN  | Brian Cowie (B/VI) Devon Smibert (PLT)                | 4:29,195 min      |
| 6     | RSA  | Gavin Kilpatrick (B/VI) Michael Thomson (PLT)         | 4:32,191 min      |
| 7     | SVK  | Wladislaw Janowiak (B/VI) Robert Mitosinka (PLT)      | 4:32,236 min      |
| 8     | ESP  | Francisco González (B/VI) Juan Francisco Suarez (PLT) | 4:38,548 min      |

##### 3000-m-Einer-Verfolgung (CP3)
Datum: 7. September 2008, 15:50 Uhr
| Platz | Land | Sportler                | Zeit                |
| ----- | ---- | ----------------------- | ------------------- |
| 1     | GBR  | Darren Kenny            | 3:36,875 min (WR) 1 |
| 2     | KOR  | Yong-Sik Jin            | 3:58,817 min 1      |
| 3     | CAN  | Jean Quevillon          | 4:03,277 min 2      |
| 4     | ESP  | Maurice Far Eckhard Tió | 4:08,430 min 2      |
| 5     | CZE  | Tomaš Kvasnicka         | 4:11,715 min 3      |
| 6     | ARG  | Rodrigo López           | 4:13,850 min 3      |
| 7     | CAN  | Brayden McDougall       | 4:15,006 min 3      |
| 8     | ESP  | Javier Otxoa            | disqualifiziert 3   |

##### 3000-m-Einer-Verfolgung (CP4)
Datum: 7. September 2008, 16:20 Uhr
| Platz | Land | Sportler            | Zeit           |
| ----- | ---- | ------------------- | -------------- |
| 1     | AUS  | Christopher Scott   | 3:40,144 min 1 |
| 2     | JPN  | Masashi Ishii       | 3:40,157 min 1 |
| 3     | ESP  | Cesar Neira         | 3:45,753 min 2 |
| 4     | CZE  | Jiri Bouska         | 3:48,912 min 2 |
| 5     | GER  | Klaus Lungershausen | 3:52,561 min 3 |
| 6     | CZE  | Luboš Jirka         | 3:53,566 min 3 |
| 7     | IRL  | Enda Smyth          | 3:55,919 min 3 |
| 8     | RSA  | Janos Plekker       | 3:55,933 min 3 |

##### 4000-m-Einer-Verfolgung (LC 1)
Datum: 8. September 2008, 15:20 Uhr
| Platz | Land | Sportler               | Zeit           |
| ----- | ---- | ---------------------- | -------------- |
| 1     | AUS  | Michael Gallagher      | 4:43,279 min 1 |
| 2     | GER  | Wolfgang Sacher        | 4:46,788 min 1 |
| 3     | ITA  | Fabio Triboli          | 4:45,677 min 2 |
| 4     | BRA  | Soelito Gohr           | 4:53,407 min 2 |
| 5     | IRL  | Cathal Gustavus Miller | 4:53,969 min 3 |
| 6     | AUT  | Manfred Gattringer     | 4:54.721 min 3 |
| 7     | ITA  | Pierpaolo Addesi       | 4:58,187 min 3 |
| 8     | AUT  | Wolfgang Eibeck        | 4:58,890 min 3 |

##### 4000-m-Einer-Verfolgung (LC 2)
Datum: 8. September 2008, 15:50 Uhr
| Platz | Land | Sportler           | Zeit           |
| ----- | ---- | ------------------ | -------------- |
| 1     | CZE  | Jiří Ježek         | 4:46,999 min 1 |
| 2     | ESP  | Roberto Alcaide    | 4:50,318 min 1 |
| 3     | BEL  | Jan Boyen          | 4:56,630 min 2 |
| 4     | ROU  | Carol Eduard Novak | 4:59,078 min 2 |
| 5     | CAN  | Eric Bourgault     | 5:09,490 min 3 |
| 6     | CHN  | Yuanchao Zheng     | 5:13,424 min 3 |
| 7     | COL  | Luis Chacon        | 5:15,148 min 3 |
| 8     | NOR  | Morten Jahr        | 5:23,921 min 3 |

##### 3000-m-Einer-Verfolgung (LC 3)
Datum: 9. September 2008, 16:05 Uhr
| Platz | Land | Sportler          | Zeit           |
| ----- | ---- | ----------------- | -------------- |
| 1     | GBR  | Simon Richardson  | 3:49,214 min 1 |
| 2     | JPN  | Masaki Fujita     | 3:55,535 min 1 |
| 3     | GER  | Tobias Graf       | 3:57,510 min 2 |
| 4     | FRA  | Laurent Thirionet | 3:59,020 min 2 |
| 5     | ITA  | Fabrizio Macchi   | 4:00,402 min 3 |
| 6     | ESP  | Antonio García    | 4:00,698 min 3 |
| 7     | AUT  | Erich Stauffer    | 4:06,174 min 3 |
| 8     | AUS  | Michael Milton    | 4:10,439 min 3 |

##### 3000-m-Einer-Verfolgung (LC 4)
Datum: 9. September 2008, 16:35 Uhr
| Platz | Land | Sportler             | Zeit              |
| ----- | ---- | -------------------- | ----------------- |
| 1     | ITA  | Paolo Vigano         | 4:02,782 min 1    |
| 2     | GER  | Michael Teuber       | 4:10,113 min 1    |
| 3     | ESP  | Juan Jose Mendez     | 4:14,984 min 2    |
| 4     | GER  | Erich Winkler        | 4:21,550 min 2    |
| 5     | GER  | Pierre Senska        | 4:25,253 min 3    |
| 6     | USA  | Anthony Zahn         | 4:27,048 min 3    |
| 7     | AUT  | Wolfgang Dabernig    | 4:40, 614 min 3   |
| 8     | AUT  | Alexander Hohlrieder | nicht gestartet 3 |

##### Sprint (B&VI)

###### Qualifikation
Datum: 10. September 2008, 9:30 Uhr
| Platz | Land | Sportler                                         | Zeit     |
| ----- | ---- | ------------------------------------------------ | -------- |
| 1     | GBR  | Anthony Kappes (B/VI) Barney Storey (PLT)        | 10,536 s |
| 2     | AUS  | Ben Demery (B/VI) Shaun Hopkins (PLT)            | 10,629 s |
| 3     | RSA  | Gavin Kilpatrick (B/VI) Michael Thomson (PLT)    | 10,641 s |
| 4     | JPN  | Tatsuyuki Oshiro (B/VI) Hitoshi Takahashi (PLT)  | 10,842 s |
| 5     | CAN  | Brian Cowie (B/VI) Devon Smibert (PLT)           | 11,373 s |
| 6     | IRL  | Michael Delaney (B/VI) David Patrick Peelo (PLT) | 11,460 s |
| 7     | COL  | Carlos Arciniegas (B/VI) Juan Carreno (PLT)      | 11,502 s |
| 8     | ARG  | Lujan Natikemper (B/VI) Juan Ferrari (PLT)       | 12,163 s |

###### Finalrunde
|  | Quarter Final                 | Quarter Final |                               |                               | Semi Final                    | Semi Final |  |  | Final | Final |
|  |                               |               |                               |                               |                               |            |  |  |       |       |
|  | 10. September 2008, 11:55 Uhr |               |                               |                               |                               |            |  |  |       |       |
|  | Vereinigtes Königreich        | 2             |                               |                               |                               |            |  |  |       |       |
|  | Vereinigtes Königreich        | 2             | 10. September 2008, 14:15 Uhr |                               |                               |            |  |  |       |       |
|  | Argentinien                   | 0             |                               |                               |                               |            |  |  |       |       |
|  | Argentinien                   | 0             | Vereinigtes Königreich        | 2                             |                               |            |  |  |       |       |
|  |                               |               | Vereinigtes Königreich        | 2                             |                               |            |  |  |       |       |
|  |                               | Japan         | 0                             |                               |                               |            |  |  |       |       |
|  | Japan                         | Japan         | 0                             | 2                             |                               |            |  |  |       |       |
|  | Japan                         |               |                               | 2                             |                               |            |  |  |       |       |
|  | Kanada                        | 0             |                               | 10. September 2008, 15:15 Uhr | 10. September 2008, 15:15 Uhr |            |  |  |       |       |
|  |                               |               | Vereinigtes Königreich        | 2                             |                               |            |  |  |       |       |
|  |                               |               |                               | Australien                    | 0                             |            |  |  |       |       |
|  | Australien                    | 2             |                               |                               |                               |            |  |  |       |       |
|  | Kolumbien                     | 0             |                               |                               |                               |            |  |  |       |       |
|  | Kolumbien                     | 0             | Australien                    | 2                             |                               |            |  |  |       |       |
|  |                               |               | Australien                    | 2                             | 3rd/4th Place                 |            |  |  |       |       |
|  |                               | Südafrika     | 0                             |                               |                               |            |  |  |       |       |
|  | Südafrika                     | Südafrika     | 0                             | 2                             | Südafrika                     | 2          |  |  |       |       |
|  | Südafrika                     |               |                               | 2                             | Südafrika                     | 2          |  |  |       |       |
|  | Irland                        | 0             |                               | Japan                         | 1                             |            |  |  |       |       |
|  | Irland                        | 0             |                               |                               | 1                             |            |  |  |       |       |
|  |                               |               |                               |                               |                               |            |  |  |       |       |

| Rennen um | Datum                         | Begegnung | Begegnung | Begegnung   | Ergebnis |
| --------- | ----------------------------- | --------- | --------- | ----------- | -------- |
| Platz 5   | 10. September 2008, 15:25 Uhr | Irland    | –         | Kanada      | 2:0      |
| Platz 7   | 10. September 2008, 15:25 Uhr | Kolumbien | –         | Argentinien | 2:0      |

##### Team Sprint (LC1-4 CP3/4)
Datum: 10. September 2008, 16:15 Uhr
| Platz | Land | Sportler                                                        | Zeit       |
| ----- | ---- | --------------------------------------------------------------- | ---------- |
| 1     | GBR  | Mark Bristow (LC1) Jody Cundy (LC2) Darren Kenny (CP3)          | 49,323 s 1 |
| 2     | CHN  | Kuidong Zhang (LC1) Lu Zhang (LC3) Yuanchao Zheng (LC2)         | 50,480 s 1 |
| 3     | CZE  | Jiri Bouska (CP4) Jiří Ježek (LC2) Tomas Kvasnicka (CP3)        | 52,379 s 2 |
| 4     | AUS  | Greg Ball (LC4) Michael Gallagher (LC1) Christopher Scott (CP4) | 54,239 s 2 |
| 5     | GER  | Mario Hammer (LC1) Wolfgang Sacher (LC1) Pierre Senska (LC4)    | 54,876 s 3 |
| 6     | CAN  | Eric Bourgault (LC2) Mark Breton (LC1) Jean Quevillon (CP3)     | 56,183 s 3 |
| 7     | ESP  | Roberto Alcaide (LC2) Amador Granado (LC2) Javier Otxoa (CP3)   | 58,584 s 3 |
| 8     | ARG  | Lujan Natikemper (B/VI) Juan Ferrari (PLT)                      | 12,163 s 3 |

#### Straße
| Wettkampf                              | Datum            | Goldmedaille                        | Goldmedaille | Silbermedaille                       | Silbermedaille | Bronzemedaille                       | Bronzemedaille |
| Wettkampf                              | Datum            | Name, Land                          | Zeit (min)   | Name, Land                           | Zeit (min)     | Name, Land                           | Zeit (min)     |
| -------------------------------------- | ---------------- | ----------------------------------- | ------------ | ------------------------------------ | -------------- | ------------------------------------ | -------------- |
| 24,8-km-Zeitfahren (B&VI)              | 12.09.2008 15:31 | Christian Venge, David Llaurado ESP | 32:01,12     | Alfred Stelleman, Jaco Tettelaar NED | 32:28,15       | Krzysztof Kosikowski, Artur Korc POL | 32:50,31       |
| 24,8-km-Zeitfahren (CP 3)              | 12.09.2008 11:16 | Javier Otxoa ESP                    | 37:26,47     | Darren Kenny GBR                     | 37:38,42       | Yong-Sik Jin KOR                     | 38:45,83       |
| 24,8-km-Zeitfahren (CP 4)              | 12.09.2008 11:27 | Cesar Neira ESP                     | 35:53,98     | Christopher Scott AUS                | 35:55,99       | Masashi Ishii JPN                    | 36:10,20       |
| 12,7-km-Zeitfahren (HC A)              | 12.09.2008 10:32 | Wolfgang Schattauer AUT             | 29:57,77     | Rastislav Turecek SVK                | 30:53,09       | Alain Quittet FRA                    | 31:17,72       |
| 12,7-km-Zeitfahren (HC B)              | 12.09.2008 10:15 | Heinz Frei SUI                      | 22:06,23     | Vittorio Podestà ITA                 | 22:12,06       | Edward Maalouf LIB                   | 22:12,91       |
| 12,7-km-Zeitfahren (HC C)              | 12.09.2008 10:00 | Oz Sanchez USA                      | 20:16,52     | Jose Vicente Arzo ESP                | 20:36,91       | Alejandro Albor USA                  | 20:59,49       |
| 24,8-km-Zeitfahren (LC 1)              | 12.09.2008 14:00 | Wolfgang Sacher GER                 | 34:41,62     | Wolfgang Eibeck AUT                  | 34:52,20       | Fabio Triboli ITA                    | 35:23,70       |
| 24,8-km-Zeitfahren (LC 2)              | 12.09.2008 14:18 | Jiří Ježek CZE                      | 33:36,70     | Carol Eduard Novak ROU               | 34:04,60       | Roberto Alcaide ESP                  | 34:18,86       |
| 24,8-km-Zeitfahren (LC 3)              | 12.09.2008 14:31 | Laurent Thirionet FRA               | 38:00,31     | Simon Richardson GBR                 | 38:23,73       | Masaki Fujita JPN                    | 38:38,96       |
| 24,8-km-Zeitfahren (LC 4)              | 12.09.2008 14:46 | Michael Teuber GER                  | 38:46,79     | Juan Jose Mendez ESP                 | 39:54,68       | Anthony Zahn USA                     | 41:08,21       |
| 96,8-km-Straßenrennen (B&VI)           | 14.09.2008 14:00 | Andrzej Zając, Dariusz Flak POL     | 2:14:44 h    | Jarmo Ollanketo, Marko Tormanen FIN  | 2:14:45 h      | Olivier Donval, John Saccomandi FRA  | 2:14:49 h      |
| 48,4-km-Straßenrennen (HC B)           | 14.09.2008 10:05 | Heinz Frei SUI                      | 1:28:25 h    | Max Weber GER                        | 1:28:26 h      | Edward Maalouf LIB                   | 1:28:26 h      |
| 48,4-km-Straßenrennen (HC C)           | 14.09.2008 10:00 | Ernst van Dyk RSA                   | 1:21:40 h    | Alejandro Albor USA                  | 1:21:41 h      | Oz Sanchez USA                       | 1:21:41 h      |
| 72,6-km-Straßenrennen (LC 1/LC 2/CP 4) | 13.09.2008 13:30 | Fabio Triboli (LC1) ITA             | 1:46:03 h    | David Mercier (LC1) FRA              | 1:46:03 h      | Michael Gallagher (LC1) AUS          | 1:46:03 h      |
| 60,5-km-Straßenrennen (LC 3/LC 4/CP 3) | 13.09.2008 13:35 | Darren Kenny (CP3) GBR              | 1:37:00 h    | Javier Otxoa (CP3) ESP               | 1:37:02 h      | Tomas Kvasnicka (CP3) CZE            | 1:38:01 h      |

### Frauen

#### Bahn

##### 500-m-Zeitfahren (LC1-2/CP 4)
Datum: 8. September 2008, 11:10 Uhr
| Platz | Land | Sportler               | Zeit          | Faktor   | Endzeit  |
| ----- | ---- | ---------------------- | ------------- | -------- | -------- |
| 1     | USA  | Jennifer Schuble (CP4) | 40,278 s (WR) | 85,236 % | 34,331 s |
| 2     | CHN  | Yaping Ye (LC2)        | 41,133 s (WR) | 87,825 % | 36,125 s |
| 3     | CHN  | Jingping Dong (LC2)    | 41,996 s      | 87,825 % | 36,882 s |
| 4     | CHN  | Jufang Zhou (LC1)      | 36,937 s      | 100 %    | 36,937 s |
| 5     | GBR  | Sarah Storey (LC1)     | 38,356 s      | 100 %    | 38,356 s |
| 6     | RSA  | Roxy Burns (CP4)       | 45,617 s      | 85,236 % | 38,882 s |
| 7     | ITA  | Silvana Vinci (CP4)    | 46,871 s      | 85,236 % | 39,950 s |
| 8     | USA  | Greta Neimanas (LC1)   | 40,265 s      | 100 %    | 40,265 s |

##### 500-m-Zeitfahren (LC3-4/CP3)
Datum: 8. September 2008, 11:45 Uhr
| Platz | Land | Sportler                 | Zeit          | Faktor   | Endzeit  |
| ----- | ---- | ------------------------ | ------------- | -------- | -------- |
| 1     | NZL  | Paula Tesoriero (LC3)    | 43,281 s (WR) | 100 %    | 43,281 s |
| 2     | GER  | Natalie Simanowski (LC3) | 43,800 s      | 100 %    | 43,800 s |
| 3     | AUS  | Jayme Paris (CP3)        | 46,427 s (WR) | 95,829 % | 44,490 s |
| 4     | AUS  | Jane Armstrong (LC3)     | 45,402 s      | 100 %    | 45,402 s |
| 5     | CHN  | Qi Tang (LC3)            | 45,869 s      | 100 %    | 45,869 s |
| 6     | USA  | Allison Jones (LC3)      | 46,397 s      | 100 %    | 46,397 s |
| 7     | RSA  | Susan van Staden (LC3)   | 47,038 s      | 100 %    | 47,038 s |
| 8     | USA  | Barbara Buchan (CP3)     | 49,156 s      | 95,829 % | 47,105 s |

##### 1-km-Zeitfahren (B&VI)
Datum: 7. September 2008, 14:55 Uhr
| Platz | Land | Sportler                                         | Zeit              |
| ----- | ---- | ------------------------------------------------ | ----------------- |
| 1     | GBR  | Aileen McGlynn (B/VI) Ellen Hunter (PLT)         | 1:09,066 min (WR) |
| 2     | AUS  | Felicity Johnson (B/VI) Katie Parker (PLT)       | 1:10,465 min      |
| 3     | AUS  | Lindy Hou (B/VI) Toireasa Gallagher (PLT)        | 1:12,463 min      |
| 4     | USA  | Karissa Whitsell (B/VI) Mackenzie Woodring (PLT) | 1:12,787 min      |
| 5     | NZL  | Jane Parsons (B/VI) Annaliisa Farrell (PLT)      | 1:14,048 min      |
| 6     | CAN  | Genevieve Ouellet (B/VI) Mathilde Hupin (PLT)    | 1:15,639 min      |
| 7     | IRL  | Catherine Mary Walsh (B/VI) Joanna Hickey (PLT)  | 1:16,208 min      |
| 8     | ESP  | Ana Lopez (B/VI) Marina Girona (PLT)             | 1:19,712 min      |

##### 3000-m-Zweier-Verfolgung (B&VI)
Datum: 9. September 2008, 17:05 Uhr
| Platz | Land | Sportler                                         | Zeit         |
| ----- | ---- | ------------------------------------------------ | ------------ |
| 1     | GBR  | Aileen McGlynn (B/VI) Ellen Hunter (PLT)         | 3:39,809 min |
| 2     | AUS  | Lindy Hou (B/VI) Toireasa Gallagher (PLT)        | 3:41,494 min |
| 3     | USA  | Karissa Whitsell (B/VI) Mackenzie Woodring (PLT) | 3:41,521 min |
| 4     | NZL  | Jayne Parsons (B/VI) Annaliisa Farrell (PLT)     | 3:47,900 min |
| 5     | IRL  | Catherine Mary Walsh (B/VI) Joanna Hickey (PLT)  | 3:50,515 min |
| 6     | BLR  | Iryna Fiadotava (B/VI) Alena Drazdova (PLT)      | 3:54.322 min |
| 7     | CAN  | Genevieve Ouellet (B/VI) Mathilde Hupin (PLT)    | 3:54,909 min |
| 8     | ESP  | Ana Lopez (B/VI) Marina Girona (PLT)             | 3:59.328 min |

##### Einer-Verfolgung (LC1-2/CP 4)
Datum: 10. September 2008, 15:00 Uhr
| Platz | Land | Sportler               | Zeit              | Faktor   | Endzeit      |
| ----- | ---- | ---------------------- | ----------------- | -------- | ------------ |
| 1     | GBR  | Sarah Storey (LC1)     | 3:36,637 min (WR) | 100 %    | 3:36,637 min |
| 2     | USA  | Jennifer Schuble (CP4) | 4:02,758 min      | 89,335 % | 3:36,867 min |
| 3     | CHN  | Jingping Dong (LC2)    | 4:14,103 min      | 90,418 % | 3:49,754 min |
| 4     | CHN  | Yaping Ye (LC2)        | 4:19,711 min      | 90,418 % | 3:54,825 min |
| 5     | USA  | Greta Neimanas (LC1)   | 3:57,966 min      | 100 %    | 3:57,966 min |
| 6     | CHN  | Jufang Zhou (LC1)      | 4:00,504 min      | 100 %    | 4:00,504 min |
| 7     | ITA  | Silvana Vinci (CP4)    | 4:31,057 min      | 89,335 % | 4:02,148 min |
| 8     | NZL  | Fiona Southorn (LC1)   | 4:06,965 min      | 100 %    | 4:06,965 min |

##### Einer-Verfolgung (LC3-4/CP3)
Datum: 10. September 2008, 14:00 Uhr
| Platz | Land | Sportler                 | Zeit         | Faktor   | Endzeit      |
| ----- | ---- | ------------------------ | ------------ | -------- | ------------ |
| 1     | USA  | Barbara Buchan (CP3)     | 4:33,459 min | 93,560 % | 4:15,848 min |
| 2     | GER  | Natalie Simanowski (LC3) | 4:19,396 min | 100 %    | 4:19,396 min |
| 3     | NZL  | Paula Tesoriero (LC3)    | 4:26,080 min | 100 %    | 4:26,080 min |
| 4     | AUS  | Jayme Paris (CP3)        | 4:44,938 min | 93,560 % | 4:26,587 min |
| 5     | CHN  | Qi Tang (LC3)            | 4:27,115 min | 100 %    | 4:27,115 min |
| 6     | CHN  | Zhifeng Niu (LC3)        | 4:32,381 min | 100 %    | 4:32,381 min |
| 7     | AUS  | Jane Armstrong (LC3)     | 4:35,768 min | 100 %    | 4:35,768 min |
| 8     | USA  | Allison Jones (LC3)      | 4:36,306 min | 100 %    | 4:36,306 min |

#### Straße
| Wettkampf                              | Datum            | Goldmedaille                             | Goldmedaille                   | Silbermedaille                           | Silbermedaille                 | Bronzemedaille                        | Bronzemedaille |
| Wettkampf                              | Datum            | Name, Land                               | Zeit (min)                     | Name, Land                               | Zeit (min)                     | Name, Land                            | Zeit (min)     |
| -------------------------------------- | ---------------- | ---------------------------------------- | ------------------------------ | ---------------------------------------- | ------------------------------ | ------------------------------------- | -------------- |
| Zeitfahren (B&VI)                      | 12.09.2008 15:19 | Karissa Whitsell, Mackenzie Woodring USA | 36:14,87                       | Iryna Fiadotava, Alena Drazdova BLR      | 36:58,98                       | Jayne Parsons, Annaliisa Farrell NZL  | 38:40,40       |
| Zeitfahren (HC A/HC B/HC C)            | 12.09.2008 10:41 | Rachel Morris (HCB) GBR                  | (25:39,22 * 81,671 %) 20:57,09 | Monique van der Vorst (HCC) NED          | 23:40,64                       | Dorothee Vieth (HCC) GER              | 23:41,95       |
| Zeitfahren (LC 1/LC 2/CP 4)            | 12.09.2008 14:56 | Sarah Storey (LC1) GBR                   | 37:16,65                       | Jennifer Schuble (CP4) USA               | (40:42,28 * 94,950 %) 38:38,94 | Jufang Zhou (LC1) CHN                 | 39:30,84       |
| Zeitfahren (LC 3/LC 4/CP 3)            | 12.09.2008 15:07 | Barbara Buchan (CP3) USA                 | (44:45,17 * 94,919 %) 42:28,73 | Allison Jones (LC3) USA                  | 44:42,88                       | Paula Tesoriero (LC3) NZL             | 45:00,92       |
| 72,6-km-Straßenrennen (B&VI)           | 14.09.2008 14:05 | Iryna Fiadotava, Alena Drazdova BLR      | 1:55:35 h                      | Karissa Whitsell, Mackenzie Woodring USA | 1:58:35 h                      | Genevieve Ouellet, Mathilde Hupin CAN | 2:01:17 h      |
| 36,3-km-Straßenrennen (HC A/HC B/HC C) | 13.09.2008 10:00 | Andrea Eskau (HCC) GER                   | 1:13:00 h                      | Monique van der Vorst (HCC) NED          | 1:13:00 h                      | Dorothee Vieth (HCC) GER              | 1:13:27 h      |

### Mixed

#### Straße
| Wettkampf                         | Datum            | Goldmedaille            | Goldmedaille | Silbermedaille            | Silbermedaille                 | Bronzemedaille              | Bronzemedaille                 |
| Wettkampf                         | Datum            | Name, Land              | Zeit (min)   | Name, Land                | Zeit (min)                     | Name, Land                  | Zeit (min)                     |
| --------------------------------- | ---------------- | ----------------------- | ------------ | ------------------------- | ------------------------------ | --------------------------- | ------------------------------ |
| Zeitfahren (CP 1/CP 2)            | 12.09.2008 10:54 | David Stone (CP2_M) GBR | 22:14,86     | Barbara Weise (CP2_W) GER | (28:52,76 * 81,277 %) 23:28,33 | Marketa Mackova (CP2_W) CZE | (29:10,38 * 81,277 %) 23:42,65 |
| 24,2-km-Straßenrennen (CP 1/CP 2) | 13.09.2008 10:05 | David Stone (CP2_M) GBR | 45:05        | Riaan Nel (CP2_M) RSA     | 48:32                          | Giorgio Farroni (CP2_M) ITA | 48:34                          |